# Aken-Maastrichtsche Spoorweg-Maatschappij

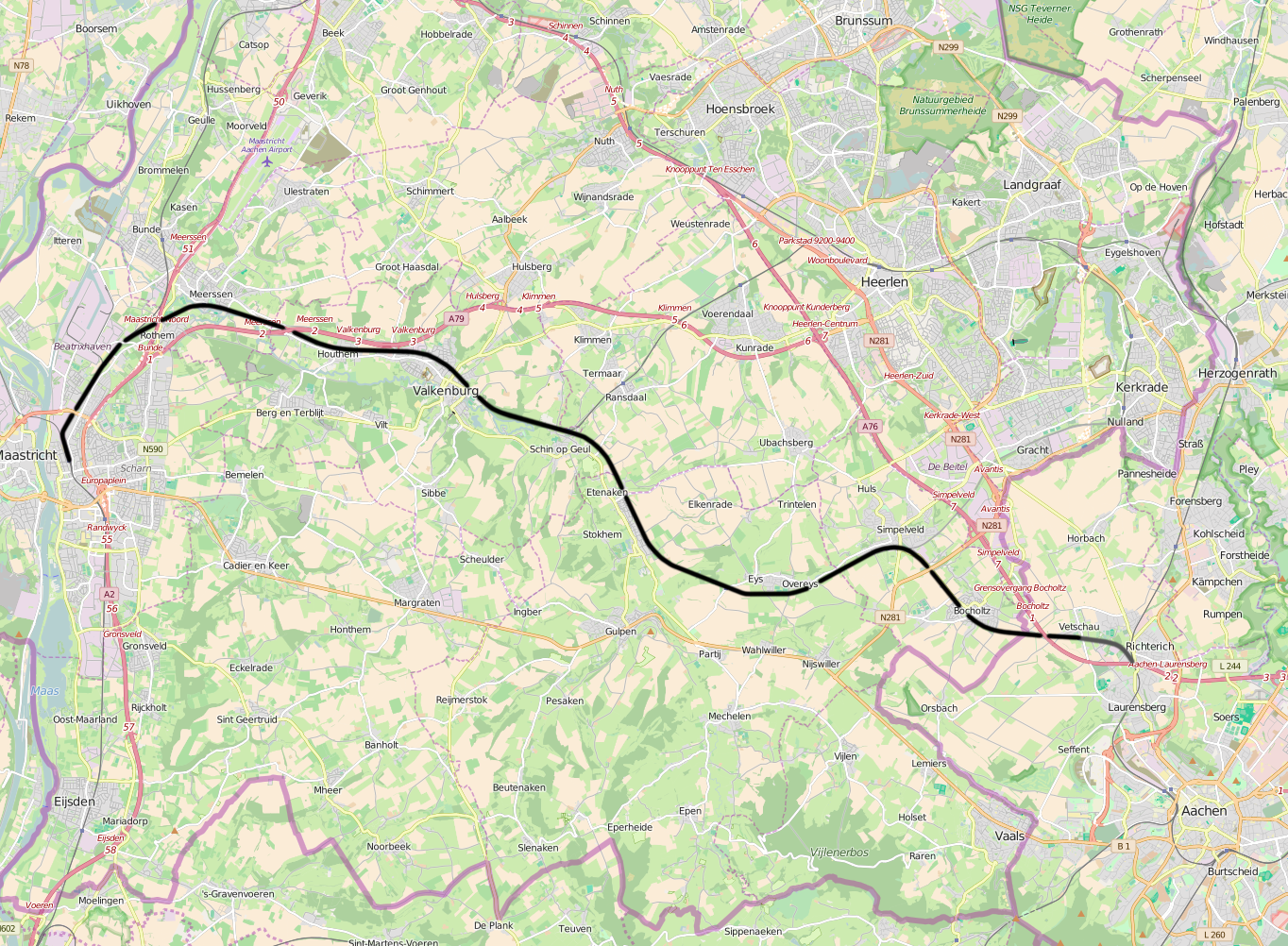
Traject Aken-Maastricht van de Aken-Maastrichtsche Spoorweg-Maatschappij

De Aken-Maastrichtsche Spoorweg-Maatschappij (Duits: Aachen-Maastrichter Eisenbahn-Gesellschaft, afgekort AM) was een spoorwegmaatschappij die in 1845 werd opgericht om een spoorweg tussen Aken en Maastricht aan te leggen en te exploiteren.
Nadat eerdere plannen in 1835 en 1841 om te komen tot de aanleg van een staatsspoorweg waren gesneuveld, legden de initiatiefnemers een en ander voor aan Nederlandse en Duitse particuliere investeerders. Dezen zagen wel heil in het plan en in 1845 werd de maatschappij gelijktijdig in beide steden opgericht. De benodigde concessies werden in 1846 verkregen en in 1847 werd met de aanleg van het tracé begonnen. Op 20 oktober 1853 werd de dienst op deze lijn geopend.
In 1856 werd deze spoorlijn doorgetrokken naar Hasselt, waarmee een doorgaande verbinding van Keulen naar Antwerpen werd gerealiseerd.
Midden jaren zestig van de negentiende eeuw kwam de Aken-Maastrichtse Spoorweg-Maatschappij in financiële moeilijkheden. In 1867 werd zij overgenomen door het consortium Grand Central Belge (GCB).

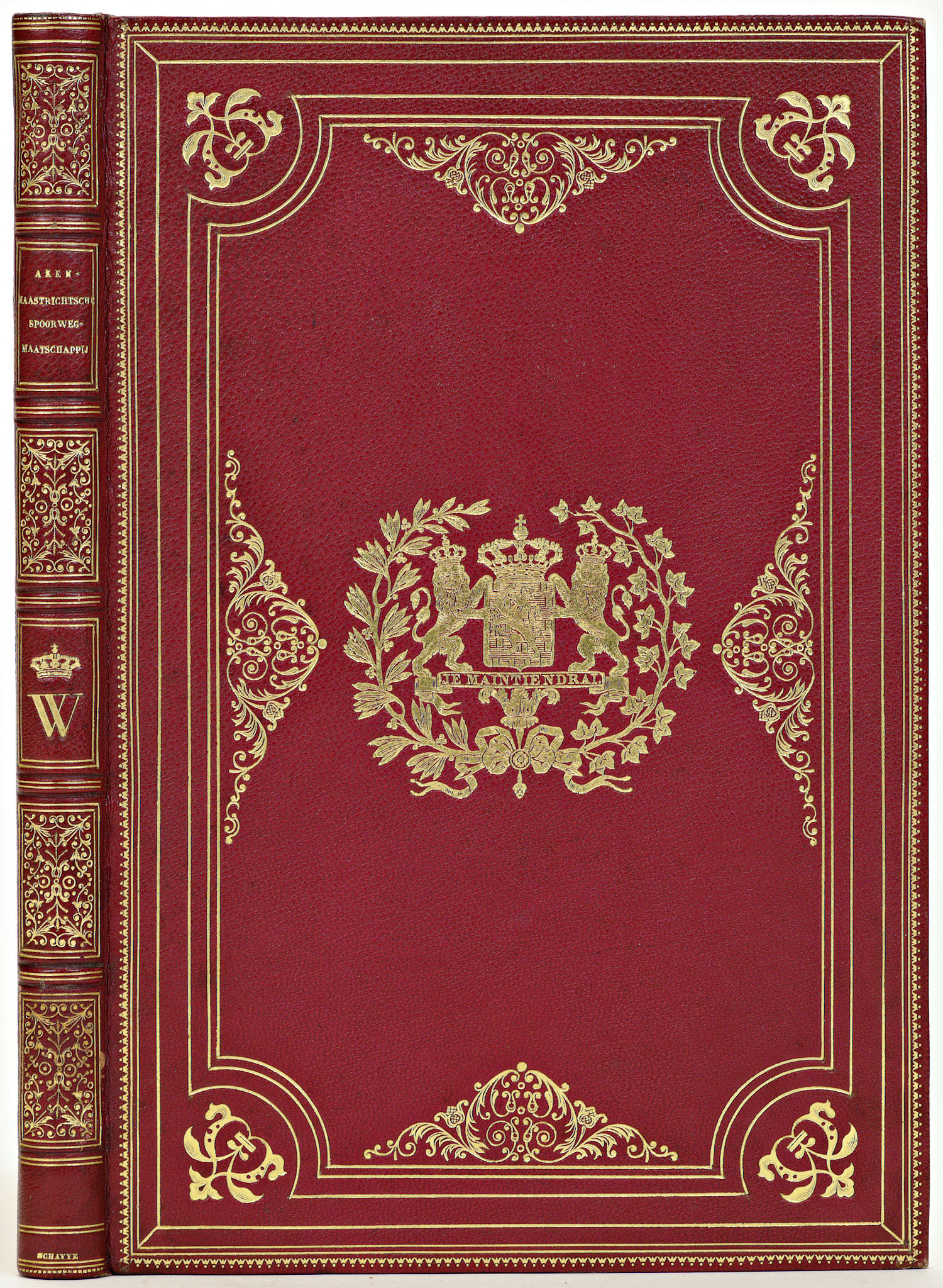
Statuten van de Aken-Maastrichtsche Spoorweg-Maatschappij, 1846
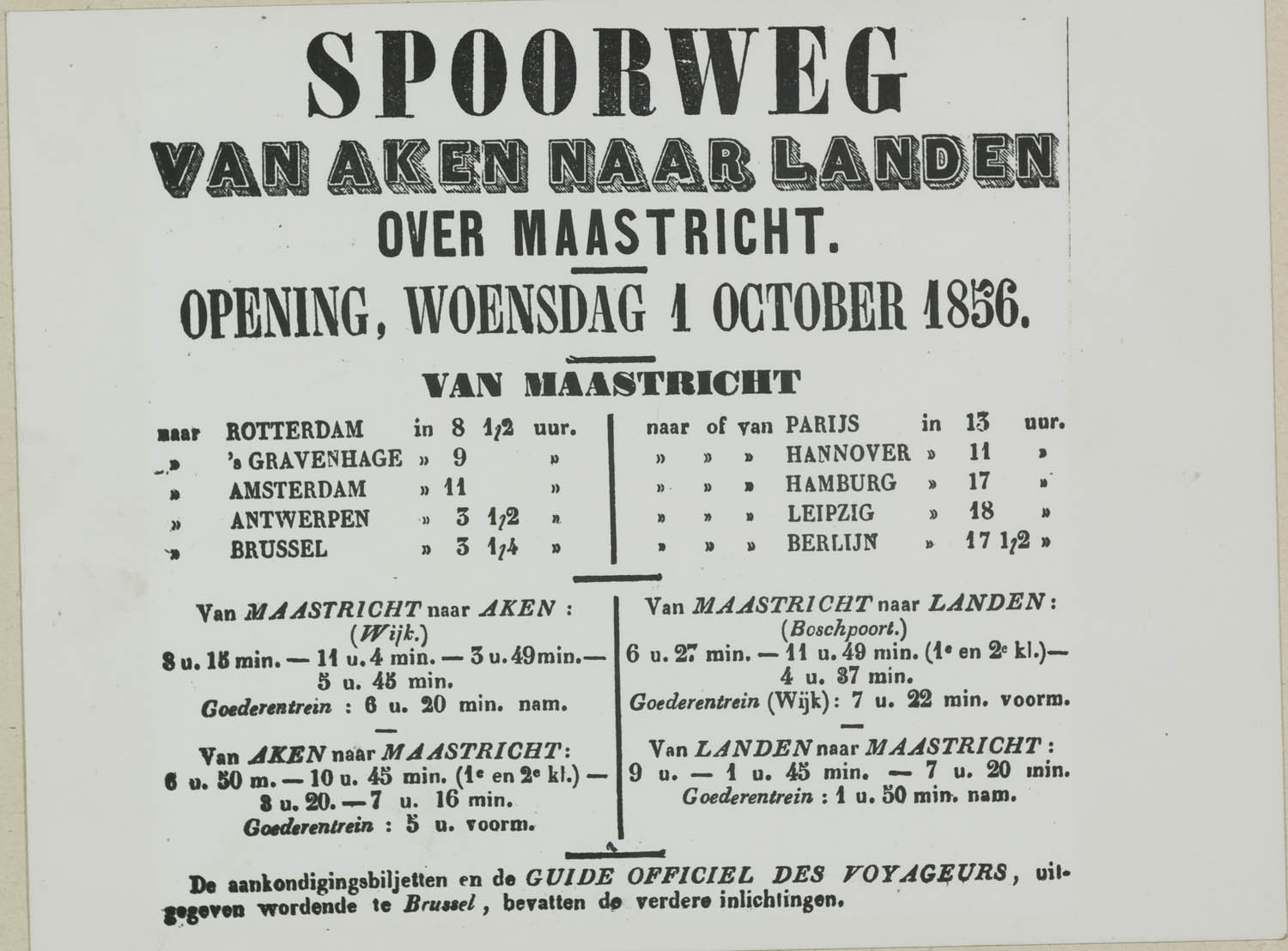
Dienstregeling Aken-Landen via Maastricht, per 1 oktober 1856
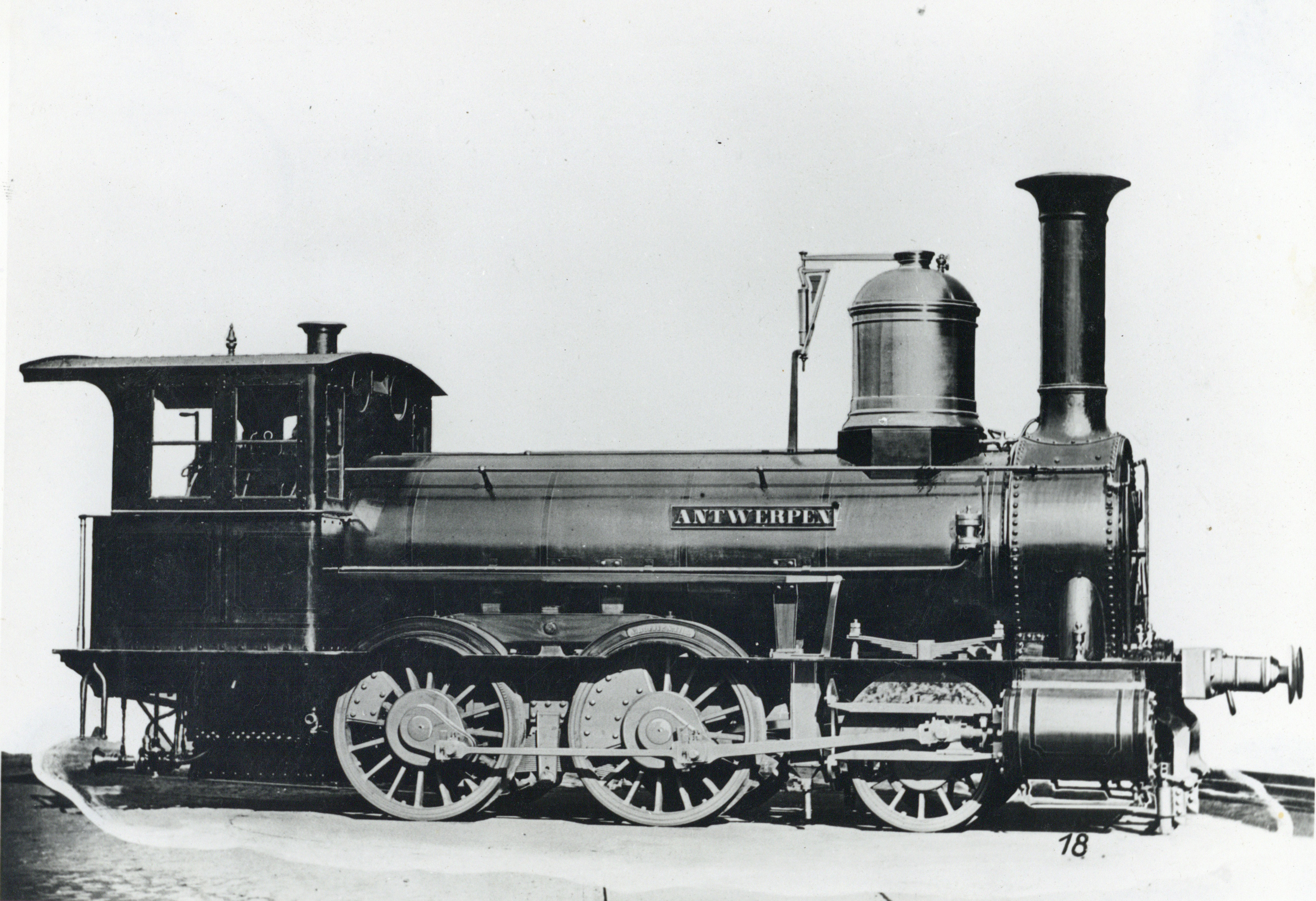
Locomotief Antwerpen, 1865

## Materieel
De maatschappij beschikte over 18 stoomlocomotieven, genummerd 1-18, die in 1867 door Grand Central Belge werden overgenomen.
| Fabrikant | Fabrieksnummer | In dienst | Type           | Naam        | AM nummer | GCB nummer | Uit dienst     | Bijzonderheden                                                         |
| --------- | -------------- | --------- | -------------- | ----------- | --------- | ---------- | -------------- | ---------------------------------------------------------------------- |
| Cockerill | 279            | 1853      | 1B long-boiler | Aken        | 1         | 20         | Omstreeks 1870 |                                                                        |
| Cockerill | 280            | 1853      | 1B long-boiler | Maastricht  | 2         | 21         | Omstreeks 1870 |                                                                        |
| Cockerill | 281            | 1853      | 1B long-boiler | Nederland   | 3         | 22         | Omstreeks 1870 |                                                                        |
| Cockerill | 282            | 1853      | 1B long-boiler | Limburg     | 4         | 31         | ?              |                                                                        |
| Cockerill | 283            | 1853      | 1B long-boiler | Maas        | 5         | 32         | ?              |                                                                        |
| Cockerill | 282            | 1853      | 1B long-boiler | Rhijn       | 6         | 33         | ?              |                                                                        |
| Borsig    | 454            | 1853      | 1A1            | Preussen    | 7         | 34         | 1872           | Volgens fabrieksregister van Borsig als 1B-locomotief aan AM geleverd. |
| Borsig    | 455            | 1853      | 1B             | Rheinland   | 8         | 35         | ?              |                                                                        |
| Borsig    | 731            | 1856      | 1B             | Valkenburg  | 9         | 36         | Omstreeks 1897 |                                                                        |
| Borsig    | 732            | 1856      | 1B             | Burtscheid  | 10        | 37         | Omstreeks 1897 |                                                                        |
| Cockerill | 470            | 1857      | C long-boiler  | Hasselt     | 11        | 81         | 1909           |                                                                        |
| Cockerill | 471            | 1857      | C long-boiler  | Landen      | 12        | 82         | 1909           |                                                                        |
| Borsig    | 806            | 1857      | 1A1            | Kerkrade    | 13        | 13         | ?              |                                                                        |
| Borsig    | 807            | 1857      | 1A1            | Bilsen      | 14        | 14         | ?              |                                                                        |
| Borsig    | 808            | 1857      | 1A1            | Lanaeken    | 15        | 15         | ?              |                                                                        |
| Cockerill | 472            | 1857      | C long-boiler  | België      | 16        | 83         | 1909           |                                                                        |
| Cockerill | 473            | 1857      | C long-boiler  | St. Truiden | 17        | 84         | 1909           |                                                                        |
| Borsig    | 1782           | 1865      | 1B             | Antwerpen   | 18        | 16         | ?              |                                                                        |